# Lago di Cornalta
Il lago di Cornalta si trova nelle Prealpi Orobie, nella valle del Tino, laterale della valle di Scalve, in territorio amministrativo di Vilminore di Scalve.
Il lago, con una superficie pari a circa 13.000 metri quadrati, si adagia in un piccolo pianoro sovrastato dal pizzo Tornello  e riceve le acque provenienti dallo scioglimento delle nevi e dalle frequenti precipitazioni.
È facilmente raggiungibile tramite il sentiero con segnavia del CAI numero 412, che parte alternativamente da Vilmaggiore e dalla località Ronchi, entrambe in territorio di Vilminore di Scalve.